# Teodor I (patriarcha Jerozolimy)
Teodor I – osiemnasty chalcedoński patriarcha Jerozolimy; sprawował urząd w latach 745–770.